# Trip.com
Trip.com est basé à Singapour et se décharge de ses responsabilités légales envers les consommateurs de l’UE.
Trip.com est une agence de voyages en ligne, filiale de Trip.com Group et opérée par Travel Singapore Pte. Ltd. Le site offre des services de réservation de chambres d’hôtel ainsi que de billets d’avion et de train.
Le site est disponible en plus de 20 langues dont l’anglais, le chinois traditionnel, le japonais, le coréen, le russe, l’allemand, le français, l’espagnol, l’indonésien, le malais et le thaï. L’application propose en outre le vietnamien et le philippin. La version anglaise se décline également en versions spécifiques à l’Australie, à Singapour et à Hong Kong[réf. nécessaire].

## Historique
En 1996, Antoine Toffa fonde l'agence de voyages en ligne TheTrip.com. En 1998, il rachète le domaine Trip.com de la société Trip Software Systems pour 5 000 dollars. La même année, Toffa rebaptise sa compagnie et utilise Trip.com comme son site principal. Pendant les deux prochaines années, l'agence attire des investissements pour 51 millions de dollars des sociétés US West, iFAO, Hollinger Capital et Galileo International. Cette dernière acquiert 19% des actions de Trip.com en 1999, et une année après la rachète complètement pour 214,4 millions de dollars.
En 2001, Galileo est acquise par Cendant qui fusionne Trip.com avec son service CheapTickets pour former Trip Network Inc. Face à des importantes pertes, les opérations du site sont arrêtées en 2003. Une deuxième filiale de Cendant, Orbitz Worldwide, acquiert et réactive Trip.com de 2009 à 2013. À son tour, Orbitz Wordlwide et Trip.com passent aux mains d'Expedia en 2015 et, une année après, l'agence Gogobot acquiert la marque Trip.com et adopte le nom du site.
En 2017, la société chinoise Ctrip rachète Gogobot (alors devenue Trip.com). Deux années après, Ctrip devient Trip.com Group et lance la version en anglais de son agence de voyages en ligne : Trip.com.